# Medryki (rejon smorgoński)
Medryki (biał. Медрыкі; ros. Медрики) − wieś na Białorusi, w obwodzie grodzieńskim, w rejonie smorgońskim, w sielsowiecie Soły.

## Historia
W czasach zaborów Medryki 1, Medryki 2 i Medryki 3 leżały w gminie Soły, w powiecie oszmiańskim, w guberni wileńskiej Imperium Rosyjskiego. 
W 1905:
- Medryki 1 liczyły 19 mieszkańców, 2 dziesięciny[2].
- Medryki 2 liczyły 88 mieszkańców, 34 dziesięciny[2].
- Medryki 3 liczyły 7 mieszkańców, 15 dziesięcin[2].

Po I wojnie światowej pod administracją polską, w Zarządzie Cywilnym Ziem Wschodnich. W latach 1920–1922 w składzie Litwy Środkowej.
Od 11 kwietnia 1922 wieś leżała w Polsce, w województwie wileńskim, w powiecie oszmiańskim, w gminie Soły.
W 1931 w 18 domach zamieszkiwało 109 osób.
Wierni należeli do parafii rzymskokatolickiej w Sołach. Miejscowość podlegała pod Sąd Grodzki w Oszmianie i Okręgowy w Wilnie; właściwy urząd pocztowy mieścił się w Sołach.
Po II wojnie światowej w granicach Związku Sowieckiego. Od 1991 w niepodległej Białorusi.